# 巴普镇
巴普镇，是中华人民共和国四川省凉山彝族自治州美姑县下辖的一个乡镇级行政单位。2021年1月12日，撤销巴古乡和农作乡，将原巴古乡和原农作乡所属行政区域划归巴普镇管辖。

## 行政区划
巴普镇下辖以下地区：
城东社区、城西社区、城北社区、巴普村、峨普村、基伟村、塔千村、埂则村、达戈村、三河村和洒勒村。